# 竹内健 (劇作家)
竹内 健（たけうち けん、1935年3月2日 - 2015年12月23日）は、日本の劇作家、演出家、翻訳家、怪奇小説作家。偽史や神代文字も研究。劇団「表現座」主宰。日本オリエント学会会員。『ユビュ王』を翻訳し、『ランボーの沈黙』を執筆した。

## 来歴
1935年（昭和10年）、愛知県名古屋市に生まれる。父は紡績会社の社長、母は元教師、姉が二人。10歳のとき、戦災で家を失い、滋賀県に疎開。12歳のとき父が死去。
1949年、14歳で横須賀市に転居。新聞配達をしながら中学高校に通う。17歳のとき母が死去。1953年、神奈川県立横須賀工業高校造船科を卒業。日立造船に就職。一年後退職。その後、大工、沖仲士などの肉体労働に従事する。
このころ（20歳前後）、重度の喘息を患い、鎌倉で一年間の療養生活を送る。その間、ギリシャ語、ラテン語、古代エジプト語を独習。のちに、エジプト人にアラビア語を習う。十代の終わりに、邪馬台国をテーマにした「卑弥呼」という戯曲を書いている。
1957年、劇団四季に入団（作家志望、22歳）。半年で退団。世界銀行の通訳として全国の石灰採掘会社をめぐる。25歳ごろ、友人の学者の推薦で日本オリエント学会の会員になる。西アジア史を研究し、中世アラビア旅行家の紀行文などを学ぶ。しかし、しだいに「異端史家」
のほうに興味が移っていった。

### 表現座
1960年、劇団「表現座」を主宰（25歳）。イオネスコ、デュラスなどの前衛劇を翻訳・演出。1961年、エールフランス入社（一年半後退社）。このころ、新宿の喫茶店「風月堂」に出入りし、ヨーロッパ人と交流する。興行会社「日進プロ」に勤めながら「日欧文化協会」を設立。フランス映画「かくも長き不在」を輸入したが売れなかった（26歳）。
1962年、ラジオドラマ「黒い塔」（音楽・武満徹）のシナリオ執筆。寺山修司の短編映画「檻囚」を共同演出。出演もした。1963年、寺山作のミュージカル「青い種子は太陽のなかにある」（作曲・石丸寛）を演出。このころ、寺山とともに映画や演劇などを見てまわる（28歳）。
1964年6月、短歌グループ「律」の深作光貞に依頼され、韻文劇「青光記」を作・演出（草月会館ホール）。「フェスティバル律」の演目の一つで、歌人の馬場あき子や映画作家の飯村隆彦などとの共同制作だった。ロビーで三島由紀夫に絶賛されたという。64年10月、東京オリンピックでフランスチームの通訳を務める。

### ユビュ王
1965年4月、アルフレッド・ジャリの戯曲『ユビュ王』を翻訳出版（30歳）。アングラ演劇界に衝撃を与える。仏文学者の渋沢龍彦も書評で竹内の訳業を称賛した。収録されている挿画・写真は瀧口修造に借りたもの。
一方、『現代詩手帖』1965年9月号掲載の「故郷とは何か：寺山修司論」のなかで、日本民族の由来に関する「異説・珍説」が数多くあることに触れ、「この種の文献を少なからず所有している」と述べている。
1966年、フランス語雑誌『EST-ORIENT』の編集主任となる（31歳）。これは日本の文化や歴史を紹介する雑誌で、パリのキオスクで売られた。表紙の写真は土門拳。竹内は歴史関係の記事を執筆。同年、「発見の会」の瓜生良介の依頼で「ワクワク学説」を書き下ろす。1967～1968年、表現座は「埋葬伝説」「ワクワク学説」「般若由来記」を上演する。68年『竹内健戯曲集』出版。1967年から1970年にかけて、少女向けの怪奇小説集を四冊出版する。
1970年、『ランボーの沈黙』出版（35歳）。ロングセラーとなる。1971年、『図解ポーカー入門』を出版。このころ、雑誌に賭博関係の記事も寄稿している。

### 日本的狂気の系譜
1972年夏、雑誌『季刊パイディア』12号で「日本的狂気の系譜」特集を監修（37歳）、平田篤胤の神字論や偽史に関する記事を執筆。資料として原文の抜粋が掲載されている。この特集は、武田崇元らを触発した。
1976年、雑誌『地球ロマン』復刊1号の偽史特集で、座談会に参加。特集全般にわたる助言も行う（41歳）。以後、同誌で記事執筆や座談会参加。76年『邪神記』出版。このころより、アラハバキ神の研究に没頭し、関東・東北で調査旅行をおこなう。1977年、『日本読書新聞』に「異神巡脚記」を連載。『津軽夷神異文抄』出版。
1978年、東京大学仏教青年会所属「古代信仰研究所」
を創設する（43歳）。以後、晩年までここの「所長」として活動。1979年より、雑誌『迷宮』に「琉球古字と十二干の謎」を三回連載。1992年、東大仏青会の機関誌『仏教文化』29号に、「わが国に於ける阿羅邏仙人信仰について」を発表。1994年、古信研の教室を清瀬市の自宅に移転（59歳）。
2012年、雑誌『Fukujin』16号で「竹内健特集」が組まれ、インタビューを受ける（77歳）。古代信仰史学について語り、競馬や血尿についての狂歌などを発表する。2015年、死去（80歳）。肝臓癌だったが治療を拒否していた。

## エピソード
- 声優の増岡弘（『サザエさん』のマスオ役）は表現座の俳優だった。「天井桟敷」の旗揚げ公演でも客演した[18][19]。
- 声優の井上真樹夫（『ルパン三世』の五ェ門役）は表現座創立者の一人。「ワクワク学説」で主役を演じた[20]。
- 舞踏家の麿赤児は、竹内健を「風月堂の主みたいな男」だったと言い、唐十郎と出会ったときのキーマンだったと言っている[21]。
- 唐十郎と出会ったころ、竹内は「新宿風月堂の階段横に毎日うずくまって昼寝していた」。状況劇場第三回公演『煉夢術』のパンフレットに「アルトー論」を寄稿している[22]。
- 舞踏家の笠井叡は、韻文劇「青光記」で「若い男」を演じた[23]。

## 著書
- 『竹内健戯曲集』思潮社、1968年[24]。

ワクワク学説 / 埋葬伝説 / 青光記 / 黒い塔 / 般若由来記（馬場あき子原作・竹内健潤色） / 竹内健論　虚空消滅のイロニー（笠原伸夫） / あとがきに代えて　消滅の美学への頌歌（竹内健） /
- 『竹内健怪奇幻想シリーズ』、新書館（For Ladies シリーズ）
  - 『世界でいちばん残酷な話：薔薇の天使』、1967年／新装版、1969年
  - 『世界でいちばんコワイ話：薔薇の悪魔』、1968年
  - 『世界でいちばん奇妙な話：薔薇の半神』、1969年
  - 『世界でいちばん孤独な話：薔薇の埋葬』、1970年

- 『ランボーの沈黙』、紀伊国屋新書、1970年／復刻版、1994年
- 『図解ポーカー入門』、有紀書房、1971年
- 『邪神記』、現代思潮社、1976年。

南方憧憬論 / 星神香香背男考 / 大麻止乃豆天神考 / 神馬考 / 考幻的退化論 / 賭博論 / 篤胤と神字論 / 正雪と「石橋」の時代 / など。
- 『津軽夷神異文抄：竹内健史劇集』、絃映社（発売 三樹書房）、1977年。

### 翻訳
- アルフレッド・ジャリ『ユビュ王』現代思潮社、1965年。
- ジャン・コレ『ゴダール』三一書房、1969年。

### 雑誌監修
- 『パイディア』12号（特集・日本的狂気の系譜）、竹内書店、1972年。

### 新聞連載
- 「異神巡脚記：アラハバキ神と津軽伝承」（全12回）、『日本読書新聞』1909-1920号、1977年。

## 雑誌記事など

### 演劇関連
- 「泣くな、天使ミカエルよ! 擬ビュトール調不在論」（『映画芸術』1962年12月号）
- 「拝啓イヨネスコ様：ヒラメと赤蕪の普遍性」（『記録映画』1964年1月号）
- 「表現座の場合（各劇団の主張）」（『新劇』1964年9月号）
- 「反演劇試論（全三回）」（『日本読書新聞』1964年9月21日、9月28日、10月12日）
- 「アントナン・アルトーまたはカッコ悪さの美学」（状況劇場第三回公演『煉夢術』パンフレット、1965年2月）
- 「複合空間論序説：創造における虚構性の回復について」（『三彩』1965年6月号）
- 「（翻訳）アルトー「血沫」（附「アルトー小論」）」（『演劇空間』、1965年11月）
- 「失格した劇作家」（『現代詩手帖』1967年8月号）　※アルトー論
- 「座談会・本質論的前衛演劇論（竹内健・寺山修司・唐十郎・高橋睦郎）」（『三田文学』1967年11月号）
- 「消滅の美学への頌歌」（『竹内健戯曲集』あとがき、1968年）
- 「この忌々しき四物目」（『短歌』1972年11月号）

### 偽史関連
- 「有在は有罪か：日本文化発祥異説」（『記録映画』1963年4月号）
- 「故郷とは何か：寺山修司論」（『現代詩手帖』1965年9月号）
- 「日本文化発祥異説：我々にとって故郷とは何か?」（『三田文学』1967年4月号）
- 「異説起源論者の系譜」（『SD スペースデザイン』1972年2月号）
- 「日本的狂気の渕源を探る：起源論異説とその資料」（『季刊パイディア』12号、1972年）
- 「座談会・日本的狂気の世界を語る（竹内健、宮澤正典、有賀龍太）」（『地球ロマン』復刊1号：偽史倭人伝、1976年）

### 神代文字関連
- 「神代文字幻想」（『季刊フィルム』6号、フィルムアート社、1970年1月）
- 「神字（かむな）考：篤胤と『毒』の要請」（『季刊パイディア』12号、1972年）
- 「あら閻浮むなしや…：南方限界とは何か？」（『芸術俱楽部』1973年10月号、フィルムアート社）
- 「阿伎留神社神字歌考」（『地球ロマン』復刊5号：神字学大全、1977年5月）
- 「座談会・神代文字をめぐる諸問題（竹内健、筑糸正嗣、有賀龍太）」（『地球ロマン』復刊5号、1977年）
- 「阿比留字本源考　琉球古字と十二干の謎」（『迷宮』1-3号、1979-1980年）

### 神道史関連
- 「奉納・悪神香香背男考：天津赤星とスバル」（『地球ロマン』復刊2号、1976年）
- 「東日流荒吐伝承の謎」（『地球ロマン』復刊6号、1977年）[25]
- 「武蔵国アラハバキ神祠の諸問題」（『北奥文化』5-7号、1984-86年、北奥文化研究会）
- 「わが国に於ける阿羅邏仙人信仰について」（『仏教文化』29号、1992年）

### 賭博関連
- 「賭博論」（『黒の手帖』1972年1-5,7,9月号）
- 「賭博の形而上学」（『芸術生活』1972年10月号）
- 「この忌々しき四物目」（『短歌』1972年11月号）
- 「御苑異聞・由利之比古婆衣：存在論の賭博的応用について」（『地球ロマン』復刊6号、1977年8月）